# Dwarka
Dwarka è una suddivisione dell'India, classificata come municipality, di 33.614 abitanti, situata nel distretto di Devbhoomi Dwarka, nello stato federato del Gujarat. In base al numero di abitanti la città rientra nella classe III (da 20.000 a 49.999 persone).

## Geografia fisica
La città è situata a 22° 14' 45 N e 68° 58' 26 E.

## Società

### Evoluzione demografica
Al censimento del 2001 la popolazione di Dwarka assommava a 33.614 persone, delle quali 17.701 maschi e 15.913 femmine. I bambini di età inferiore o uguale ai sei anni assommavano a 4.220, dei quali 2.233 maschi e 1.987 femmine. Infine, coloro che erano in grado di saper almeno leggere e scrivere erano 21.444, dei quali 12.664 maschi e 8.780 femmine.

## Archeologia
Dwarka è una delle più antiche e fiorenti civiltà del mondo i cui resti sono stati rinvenuti agli inizi del Novecento a 40 metri di profondità nel Golfo di Khambhat.
Si tratta di un'area di 8 km di lunghezza e 3 di larghezza contenente edifici di pietra, mura e strade intatti, che suggeriscono l'esistenza di un insediamento portuale avanzato. La datazione al carbonio 14 è compresa tra i 9 e i 12.000 anni fa e costringerebbe a riscrivere la storia della civiltà così come nota oggi.
Secondo il Mahabharata e il  Bhagavata Purana, era una città maestosa, costruita con oro, argento e gemme, e abitata da migliaia di persone, dedita al culto del dio pagano Krishna che a un certo punto sarebbe stata inghiottita dal mare per punizione della divinità.
Il racconto mitologico ha un fondo di verità secondo quanto confermato da questi rinvenimenti archeologici.